# 柳家小さん (6代目)
六代目 柳家 小さん（やなぎや こさん、1947年7月21日 - ）は、東京都新宿区出身の落語家。落語協会所属、同協会常任理事。出囃子∶「楠公」。本名：小堀 義弘（旧姓：小林）。

## 経歴
豊島区立高田中学校卒業。
1963年4月、実父である五代目柳家小さんに入門して柳家小太郎を名乗る。
1967年3月、古今亭志ん駒と共に二ツ目に昇進し柳家小ゑんに改名。
1976年9月、29歳で真打昇進し、三代目柳家三語楼襲名。戦後生まれの初の真打となる。
2002年に父であり師匠の五代目柳家小さんが死去したのち、兄弟子の五代目鈴々舎馬風の内輪となる（真打のうえ昇進から25年以上経過しているが、わざわざ馬風門下に直った理由は不明）。
2003年に文化庁芸術祭演芸部門の大賞を受賞。
「六代目柳家小さん」は兄弟子十代目柳家小三治が最有力だったが、十代目小三治は小さんを継がないとしたため、2006年9月21日に「六代目柳家小さん」を襲名。足掛け3ヶ月に渡る襲名披露を行った。
2008年、甥の柳家花緑と共に二人会を開いた。
2014年より落語協会常任理事を務める。

## 芸歴
- 1963年
  - 4月 - 五代目柳家小さんに入門、「小太郎」を名乗る。
  - 9月 - 前座となる。
- 1967年 - 二ツ目昇進、「小ゑん」と改名。
- 1976年 - 真打昇進、「三語楼」を襲名。
- 2006年9月 - 「六代目柳家小さん」を襲名。

## 役職
- 2006年 - 落語協会監事に就任
- 2014年 - 落語協会常任理事に就任

## 人物
父は人間国宝の五代目柳家小さん、甥（姉の息子）は元バレエダンサーで俳優の小林十市、同じく落語家の柳家花緑、妻は日本舞踊家の花柳孝寿加。花緑とは親子三代落語会を共にしたが、実際は叔父と甥の関係である。
子供時代は後の兄弟子となる五代目小さんの高弟に面倒を見てもらっていた。五代目柳家つばめはよくとしまえんに連れて行ってくれるプール係、柳家さん吉はチャンバラ係、十代目柳家小三治は遊んでくれはしなかったが、何でも親身になってくれる人だったという。
六代目小さん襲名の際山田洋次、五代目中村富十郎、二代目中村吉右衛門、堀内恒夫らが祝いのコメントを出し、落語芸術協会会長・桂歌丸も「三語楼（当代小さん）には先代のその上の天然記念物になってほしい」というコメントを出して後輩の門出を祝った。一方、立川談志はこの六代目襲名を批判している。
趣味は本人が語ったところによると芝居観賞、ゴルフ、落語。特技も落語であり、得意とするネタは「真二つ」（作：山田洋次）、「ひとり酒盛」など。主に柳家伝統の滑稽噺に力を入れているが、新作落語を演じることもある。
「柳家吾朗」、「柳家銀語楼」の名跡を預かっている。

## 主な出演作
テレビ番組
- クイズ!脳ベルSHOW

演芸番組
- 笑点（不定期出演）
- 御法度落語 おなじはなし寄席！（2021年5月1日、BS朝日）「将棋の殿様」

テレビドラマ
- じんじんの仁（1974年 東京12チャンネル） - 警官役 ※柳家小ゑん時代
- 名もなき毒（2013年 TBS系） - 関口役
- 鬼平犯科帳スペシャル 密告（2015年 フジテレビ系） - 久兵衛役
- まんまこと〜麻之助裁定帳〜（2015年 NHK） - 語り
- 伝七捕物帳（2016年 NHK） - 孫助役
- 落語心中

### 映画
- 俺たちの時（1976年、松竹）
- 落語物語（2011年、林家しん平監督） - 新宿末廣亭 席亭 役

## 発表作品

### CD
- 六代目柳家小さん1（2006年12月20日発売、SICL-147）- 三語楼時代の音源であり、「青菜」「親子酒」の2席が収録されている。
- 小さん一席二噺 一 「二割五分」（2012年4月発売、KICH-2604）- 『ひとり千一夜』の音源。放送作家の高平哲郎が監修した2つの噺を1席にしたもの。時そばとうどん屋の合作。
- 小さん一席二噺 二 「極め付き赤井御門守」（KICH-2605） - 目黒のさんまと松曳きの合作。
- 小さん一席二噺 三 「狸の恩返し」（KICH-2606）- 権兵衛狸と狸の札の合作。
- 小さん一席二噺 四 「与太郎の春」（KICH-2609） - ろくろ首と錦の袈裟の合作。
- 小さん一席二噺 五 「三語楼旅日記」（KICH-2610） - 一眼国と弥次郎の合作。

### 著書
- ぜいたくな落語家（六代目柳家小さん著、大野善弘編、ISBN 4-901174-22-3）

## 弟子
- 二代目柳家平和 - 柳家獅堂門下から移籍

### 廃業
- 柳家小すけ